# زهیر عبدالله
زهیر عبدالله (عربی: زهير أحمد عبدالله؛ زادهٔ ۵ ژوئن ۱۹۸۳) بازیکن فوتبال اهل لبنان است.
وی همچنین در تیم ملی فوتبال لبنان بازی کرده‌است.